# Erik Sparre af Sundby
Erik Sparre hrabě af Sundby (švédsky: Erik Axelsson greve Sparre af Sundby, 15. července 1665 – 4. srpna 1726 Stockholm) byl švédský hrabě, polní maršál, královský rada, diplomat a malíř.

## Životopis

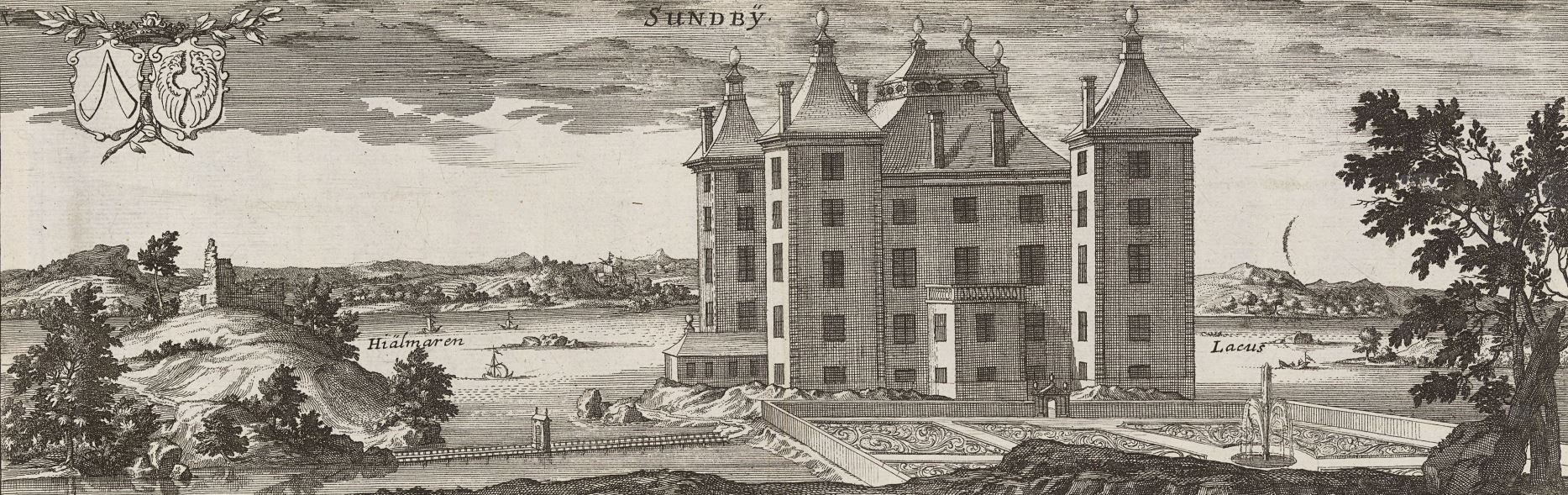
Zámek Sundby, 1680

Erik Sparre byl členem švédské šlechtické rodiny baronů (švédský friherre) Sparre. Jeho rodiči byli švédský státník Axel Carlsson Sparre (1620–1679) a hraběnka Beata rozená Stenbock (* 1638). Švédský polní maršál hrabě Axel Sparre (1652–1728) byl jeho bratr. Jeho první manželkou byla hraběnka Sofie Wrede (1676–1708). Jako vdovec se v roce 1710 oženil s hraběnkou Christinou Beatou Lillie, která byla vdovou. Z každého manželství přišel na svět jeden potomek:
Axel Wrede Sparre (1708–1772), švédský generálmajor a státník, ⚭︎ 1735 Christina Margareta Augusta Törnflycht (1714–1780)
Ulrika Lovisa Sparre af Sundby (1711–1768) ⚭︎ 1727 Carl Gustaf Tessin (1695–1770), švédský politik a královský rada
Sparre byl povýšen do šlechtického stavu švédského hraběte v roce 1719. Byl umělecky nadám, maloval portréty.

## Vojenská kariera
Svou vojenskou karieru zahájil ve švédské armádě v roce 1682 jako kornet (praporčík) v karelském jezdeckém pluku. Jako podporučík odešel v roce 1683 do francouzských služeb u pluku Otto Wilhelma Königsmarcka.Byl povýšen na poručíka v roce 1685, kapitána v roce 1688, majora v roce 1690 a nakonec v roce 1690 byl povýšen na plukovníka. Byl také velitelem pluku Régiment de Royal Suèdois. Ve válce o španělské dědictví se několikrát vyznamenal a v roce 1701 se stal brigádním generálem francouzské pěchoty, v roce 1703 velitelem pomořanského pěchotního pluku, v roce 1704 Maréchal de camp (v roce 1793 nahrazena brigádním generálem) a nakonec v roce 1707 generálporučíkem francouzské armády. Do švédských služeb se vrátil v roce 1712 a stal se velitelem pěších pluků Närke-Värmlandského. V roce 1714 byl poslán do Badenu v Aargau jako pověřený ministr a dojednával tam Badenský mír. Ve stejném roce se stal mimořádným velvyslancem v Paříži, kde zůstal až do roku 1717. Také v roce 1717 byl povýšen na generála švédské pěchoty a v roce 1718 se stal královským radou. V roce 1719 byl velvyslancem na císařském dvoře ve Vídni a ve stejném roce byl povýšen na polního maršála. V roce 1720 byl opět mimořádným velvyslancem v Paříži a současně v Londýně. Zemřel v roce 1726 a je pohřben v kostele v obci Öja.